# 뇌탈출
뇌탈출(腦脫出, 영어: brain herniation)은 외부의 심한 압박으로 인하여 칸막이 안에 들어있는 뇌가 본래 위치에서 밀려나오는 치명적인 뇌질환을 일컫는 말로, 뇌에서 일어나는 탈장(hernia)의 일종이라고 할 수 있다.

## 같이 보기
- 머리속압력
- 탈장